# Skradzione pocałunki
Skradzione pocałunki (fr. Baisers volés) – francuski komediodramat filmowy z 1968 roku w  reżyserii François Truffauta. Dalsze losy Antoine'a Doinela, bohatera wielu filmów tego reżysera. Po wyrzuceniu z wojska, Antoine (Jean-Pierre Léaud) błąka się po Paryżu w poszukiwaniu odpowiedniego zajęcia i prawdziwej miłości. Znajduje swoją wielką miłość w Christine Darbon (Claude Jade). W końcu obiecuje jej małżeństwo.

## Opis fabuły
Kontynuacja losów Antoine'a Doinela. Po wyrzuceniu z wojska Antoine (Jean-Pierre Léaud) wraca do Paryża. Spotyka się ze swoją ukochaną Christine (Claude Jade) i zaprasza ją oraz jej rodziców (Daniel Ceccaldi, Claire Duhamel) na obiad. Dzięki pomocy ojca dziewczyny Antoine dostaje pracę w hotelu. Szybko jednak traci posadę po tym, jak nieświadomie pomaga panu Henriemu (Harry-Max), prywatnemu detektywowi. Bezrobotny już Antoine wpada przypadkiem na niego i Henri oferuje mu pracę w agencji detektywistycznej. Początkowo pomaga w śledztwie dotyczącym magika, później zajmuje się sprawą Georges'a Tabarda (Michel Lonsdale). Poznaje jego żonę, uroczą Fabienne Tabard (Delphine Seyrig). Kobieta próbuje uwieść Antoine'a. Ale Christine kocha Antoine i ona przejmuje inicjatywę. 

## Obsada
- Jean-Pierre Léaud jako Antoine Doinel
- Claude Jade jako Christine Darbon
- Daniel Ceccaldi jako ojciec Christiny
- Claire Duhamel jako matka Christiny
- Delphine Seyrig jako Fabienne Tabard
- Michael Lonsdale jako pan Tabard
- Serge Rousseau jako nieznajomy
- Marie-France Pisier jako Colette Tazzi

## Nagrody i wyróżnienia
W 1968 roku film zdobył Nagrodę Louisa Delluca. Był także nominowany do Oscara i Złotego Globu w kategorii najlepszy film nieanglojęzyczny.